# El Jaral, Hidalgo
El Jaral är en ort i Mexiko.   Den ligger i kommunen Hidalgo och delstaten Michoacán de Ocampo, i den södra delen av landet, 150 km väster om huvudstaden Mexico City. El Jaral ligger 2 137 meter över havet och antalet invånare är 155.
Terrängen runt El Jaral är huvudsakligen kuperad, men söderut är den bergig. Runt El Jaral är det ganska tätbefolkat, med 93 invånare per kvadratkilometer. Närmaste större samhälle är Ciudad Hidalgo, 3,3 km väster om El Jaral. I omgivningarna runt El Jaral växer huvudsakligen savannskog.